# 게릿 그레이엄
게릿 그레이엄(영어: Gerrit Graham, 1949년 11월 27일 ~ )은 미국의 배우이다.
뉴욕에서 태어났다.

## 방송
- 태권소년 어니

## 영화
- 혼란스런 아나 (2007년)
- 원 트루 씽 (1998년)
- 데몰리션 하이 (1996년)
- 마법의 거울 (1996년)
- 가족 모임 (1995년) - 마크 시니어 역
- 매치 포인트 (1995년)
- 로큰롤 타운 (1994년)
- 마이 걸 2 (1994년)
- 러브 매터스 (1993년)
- 디스 보이스 라이프 (1993년)
- 필라델피아 특명 2 (1993년)
- 사이드 킥 (1992년)
- 스펌 뱅크 (1992년)
- 싸이클론의 열풍 (1991년)
- 법과 질서 (1990년)
- 사탄의 인형 2 (1990년)
- C.H.U.D. II - 버드 더 추드 (1989년)
- 캠퍼스 괴물 소동 (1989년)
- 폴리스 아카데미 6 (1989년)
- 인어 공주 (1989년)
- 올리버와 친구들 (1988년)
- 불사신 워커 (1987년) - 노벨 월커 역
- 금단의 섬 (1987년)
- 테러비전 (1986년)
- 라스트 리소트 (1986년)
- 태권소년 어니 (1986년)
- 킬보트 (1986년)
- 랫보이 (1986년)
- 어나이어레이터 (1985년)
- 사랑의 스파이 (1985년)
- 별난 학교 동창회 (1982년)
- 중고차 소동 (1980년) - 제프 역
- 섹스 자살 그리고 영화 (1980년)
- 달라스 (1978년)
- 프리티 베이비 (1978년)
- 프로테우스4 (1977년) - 월터 게이블러 역
- 바비 조 앤 더 아웃로 (1976년)
- 캐논볼 (1976년)
- 천국의 유령 (1974년)
- 비웨어 더 브롭 (1972년)
- 안녕 엄마 (1970년)
- 그리팅 (1968년)